# Соколов Микола Євграфович
Микола Євграфович Соколов (30 квітня (12 травня) 1897, Москва, Російська імперія — 15 грудня 1988, Сестрорецьк, Ленінград, СРСР) — радянський футболіст, заслужений майстер спорту СРСР (1934).

## Біографія
Народився в Москві 1897 року в родині викладача, а потім директора однієї з московських гімназій. Мав нагороди за перемоги у лижних перегонах у 1912—1913 роках. Займався футболом, веслуванням, легкою атлетикою. Старший брат — легкоатлет пішов добровольцем на фронт 1-ї світової війни та загинув у боях під містом Зденська Воля в Польщі. Зденська Воля в Польщі. Гімназистом Соколов підробляв на Нижегородській залізниці у відділі статистики, давав приватні уроки, був вихователем у дитячому будинку, інструктором Всеобучу, де працював під керівництвом М. І. Подвойського.
Почав грати 1910 року в Москві в юнацькій команді СКЗ. Великого бажання грати у воротах не було, але з часом освоївся і залишився воротарем.
Виступав за СКЗ — 1914-22, «Яхт-клуб Райкомвода» — 1923-24, МСФК (усі — Москва) — 1925 (по липень), «Динамо» (Л) — 1925 (з вересня)-31, 1935.
У збірній Москви — 1920-25 (по липень), Ленінграда — 1925 (з вересня)-31, РРФСР — 1923-31.
У збірній СРСР (1924-27) — 2 матчі. Учасник першого матчу збірної СРСР, поїздки збірної СРСР у Туреччину 1925. Учасник переможних поїздок збірної РРФСР по Скандинавії, Німеччині, Фінляндії та Естонії у 1923 році.
У списках «44-х» та «33-х» (журнал «ФіС») найкращих футболістів сезону в СРСР — № 1 (1928 та 1930).
У 1923 році вступив до Московського Лісового інституту. З об'єднанням інституту з Лісовим інститутом у 1925 році переїхав до Сестрорецька. Закінчив інститут у 1931 році, потім працював у Сестрорецькому ліспромгоспі. Його робота в лісовому господарстві переривалася лише війною, коли з осені 1941 до осені 1945 він служив начальником хімічної служби одного з аеродромів Північного фронту.
Вважається основоположником радянської воротарської школи. Першим із вітчизняних воротарів почав регулярно вводити м'яч у поле руками, одним із перших став отримувати передачі від своїх захисників. Самостійно обирав методику тренувань, відпрацьовував стрибки за м'ячем (що до нього не практикували в СРСР). Володів високою технікою прийому м'яча, чудовою реакцією, часто відбивав пенальті.
У 1931 р. отримав важку травму, яка на кілька років перервала його футбольну кар'єру.
До 1986 року пропрацював лісоінженером Парголовського (потім — Сестрорецького) лісового господарства, жив на станції Розлив (Сестрорецьк, Ленінградська область). Як лісничий керував меліорацією та посадками сотень тисяч дубів, сріблястих ялин, кленів.
Учасник Громадянської та Німецько-радянської воєн, кавалер орденів Червоної Зірки та Вітчизняної війни 2 ступеня.
Автор книги «Перший воротар збірної». (М., 1968).
Помер 15 грудня 1988 року. Похований на Серафимівському цвинтарі.

## Досягнення
Москва
- Чемпіон РРФСР (2): 1920, 1922 ;
- 2-й призер чемпіонатів РРФСР (1): 1924 .

Ленінград
- 2-й призер чемпіонатів РРФСР (2): 1928, 1931 .

СКЗ
- Чемпіон Москви (2): 1920(о), 1921(в).

Яхт-клуб Райкомвода
- Чемпіон Москви (2): 1923(о), 1924(о).

Динамо (Ленінград)
- Чемпіон Ленінграда (5): 1926(о), 1927(о), 1930, 1931 та 1935.